# Wolfgang Altmann
Wolfgang Altmann (* 22. September 1952 in Markranstädt) ist ein ehemaliger deutscher Fußballspieler. Er spielte in der DDR-Oberliga, der höchsten Fußball-Liga in der DDR, für den 1. FC Lokomotive Leipzig, mit dem er dreimal den DDR-Fußballpokal gewann. Altmann ist mehrfacher Junioren- und Nachwuchsnationalspieler für den DFV.

## Sportliche Laufbahn

### BSG- und Club-Stationen
Wolfgang Altmann begann das Fußballspielen 1960 bei der Betriebssportgemeinschaft (BSG) Turbine Markranstädt. Von dort wechselte er 1969 zur BSG Chemie Leipzig, für die er zunächst in der Juniorenoberliga und dann in der Reserveelf in der zweitklassigen Liga spielte.
Zur Saison 1971/72 wurde Altmann zum Leipziger Spitzenklub 1. FC Lokomotive Leipzig delegiert. Nach seinem ersten Spiel in der Oberliga am 4. September 1971 BFC Dynamo – 1. FC Lok (3:0) hatte er im weiteren Saisonverlauf zeitweise bereits einen Stammplatz mit Mittelfeld der Oberligamannschaft inne und kam auf insgesamt 18 Punktspieleinsätze. Vom November 1972 an war Altmann eine feste Größe im Mittelfeld des 1. FC Lok. Bis zum Ende der Saison 1977/78 hatte Altmann bereits in 148 Oberliga-Punktspielen mitgewirkt. Die Saison 1978/79 begann er mit Einsätzen in den ersten sieben Oberligaspielen, danach musste er vom November 1978 bis Mai 1980 seinen Armeedienst ableisten. In dieser Zeit war er in der Armeesportgemeinschaft Vorwärts Kamenz in der Bezirksliga aktiv, der er 1979 zum Aufstieg in die Zweitklassigkeit verhalf.
Nach Beendigung seiner Wehrpflicht war Altmann von der Saison 1980/81 an sofort wieder Stammspieler in der Oberligamannschaft des 1. FC Lok. Das Saisonende brachte ihm seinen ersten großen Erfolg. Am 7. Juni 1981 stand er im Endspiel um den DDR-Fußballpokal, das die Leipziger mit Altmann als Mittelfeldspieler mit 4:1 über Vorwärts Frankfurt gewannen. Noch zweimal konnte Altmann diesen Triumph wiederholen, am 31. Mai 1986 beim 5:1 über den 1. FC Union Berlin, dort erzielte er das 1:0, und am 13. Juni 1987 mit einem 4:1-Sieg der Leipziger über Hansa Rostock. In der Meisterschaft erreichte er 1986 mit dem 1. FC Lok als bestes Ergebnis den Vizemeistertitel, davor dreimal den 3. Platz.
Während Altmanns Zeit beim 1. FC Lok bestritt die Mannschaft 51 Spiele in den europäischen Pokalwettbewerben. In 43 Begegnungen war Altmann mit von der Partie. Am erfolgreichsten waren die Leipziger im UEFA-Pokal 1973/74 mit dem Erreichen des Halbfinales und im Europapokal der Pokalsieger 1986/87, als Leipzig das Finale erreichte. Altmann war zwar in den Halbfinalspielen 1974 gegen Tottenham Hotspur (1:2, 0:2) und im Finale 1987 gegen Ajax Amsterdam (0:1) nicht dabei, hatte aber in mehreren Spielen zuvor zum Erfolg beigetragen.
Bis 1986 spielte Altmann regelmäßig im Mittelfeld des 1. FC Lok, half aber hin und wieder, während der Saison 1983/84 sogar überwiegend, auch als Libero aus. Im Laufe der Spielzeit 1986/87 deutete sich für den inzwischen 34-Jährigen das Karriere-Ende durch zahlreiche Ein- und Auswechslungen ab. 1987/88 bestritt Altmann nur noch sieben Oberligaspiele in der Hinrunde. Seinen letzten Einsatz in der Oberliga hatte er am 17. Oktober 1987 beim Spiel Union Berlin – 1. FC Lok (0:2), in dem er noch einmal über 90 Minuten im Mittelfeld agierte. Mit diesem Einsatz war er innerhalb von 17 Jahren auf 325 Oberligaspiele mit 36 Toren gekommen. Außerdem absolvierte er 57 Spiele im DDR-Fußballpokal (16 Tore) und 43 Europapokalspiele (1 Tor).
Im Herbst 1987 wechselte Altmann zum DDR-Ligisten TSG Markkleeberg. Für die Randleipziger blieb er bis 1990 in der Zweitklassigkeit aktiv.

### Auswahleinsätze
Ab 1970 gehörte er zum Kader der DDR-Juniorennationalmannschaft. Sein erstes U-18-Länderspiel bestritt er am 7. Oktober 1970 gegen die Sowjetunion (0:0). Zwischen 1970 und Mai 1971 wurde er in insgesamt 13 Partien dieser Auswahlvertretung eingesetzt, in denen er sowohl im Mittelfeld als auch in der Abwehr spielte. Beim UEFA-Juniorenturnier 1971, der inoffiziellen Europameisterschaft in dieser Altersklasse, wurde Altmann mit der DDR-Elf Dritter.
Im 1. Mai 1972 absolvierte er in der Begegnungen zwischen der DDR und Ungarn sein erstes von zehn U-21-Länderspielen. Bis Mai 1974 war der Lok-Mittelfeldspieler Teil der ostdeutschen Nachwuchsauswahl.

## Weiterer Werdegang
Nach dem Ende seiner Fußballerlaufbahn engagierte er sich weiter im Markkleeberger Fußball. Beim Nachfolgeverein der TSG, den Kickers 94 Markkleeberg, war er noch 2009 Co-Trainer der 1. Männermannschaft.

## Trivia
Trotz der deutsch-deutschen Teilung konnte er seine Freundschaft mit dem westdeutschen Fußballprofi Gernot Rohr stets aufrechterhalten. Nach dem Mauerfall pflegten beide ihre Beziehung nun ohne Einflussnahme der ostdeutschen Staatsgewalt zwischen Sachsen und Frankreich, wo Rohr sich im Zuge seines Engagements bei Girondins Bordeaux niedergelassen und auch die französische Staatsbürgerschaft angenommen hatte.